# Róbert Kisuczky
Róbert Kisuczky (Budapest, 26 febbraio 1938 – Budapest, 14 agosto 1965) è stato un calciatore ungherese, di ruolo attaccante.

## Carriera
Fu capocannoniere del campionato ungherese nel 1959 a pari merito con Tivadar Monostori e Lajos Tichy. Morì nel 1965 in circostanza non del tutto chiare, secondo alcune fonti fu ucciso in un pub.